# Serguei Mironov
Serguei Mikhailovitch Mironov, em russo: Серге́й Миха́йлович Миро́нов (Leningrado, 14 de fevereiro de 1953) é um político e líder partidário russo. Chefiou o Soviete da Federação entre 2001 e 2011, além de ter sido deputado da assembleia de São Petersburgo entre 1994 e 2001. Foi também deputado da Duma.
Entre 28 de outubro de 2006 a 16 de abril de 2011, foi presidente do partido Rússia Justa. Foi candidato à presidência nas eleições de 2004 e 2012. Em ambas, terminou no último lugar.
Político muito conhecido na Rússia, Mironov é lembrado por sua longa gestão no Soviete da Federação. Ele é formado em geofísica, porém no início da carreira, trabalhou em comitês de advocacia, e posteriormente cursou economia e filosofia.
Em novembro de 2023, a BBC e a mídia investigativa russa Important Stories revelaram que Mironov e sua quinta esposa, Inna Varlamova, adotaram Marharyta Prokopenko, uma menina ucrâniana de 10 meses na época, que foi raptada na região ucrâniana de Kherson, ocupada pelos russos em 2022, e mudou o nome dela.